# José María Sison
José María Sison y Canlás (Cabugao, 8 de febrero de 1939-Utrecht, Países Bajos, 16 de diciembre de 2022) fue un escritor y activista filipino que fundó el Partido Comunista de las Filipinas y agregó elementos del maoísmo a su filosofía. Desde agosto de 2002 fue clasificado como una "persona que apoya el terrorismo" por los EE. UU. El segundo tribunal superior de la Unión Europea dictaminó que lo dejaría como "persona que apoya el terrorismo" y revocó una decisión de los gobiernos miembros de congelar activos.

## Biografía
Fue el fundador y líder del revolucionario maoísta Partido Comunista de las Filipinas (PKP) y su ala militar, el Nuevo Ejército del Pueblo (NPA), que según datos de la UE cuenta con varios miles de combatientes desde 1969 en una guerra de guerrillas. Se lo considera el principal asesor del Frente Democrático Nacional de Filipinas (NDFP), liderado por el PKP. En 1977 fue capturado por los secuaces de la dictadura de Ferdinand Marcos, que lo confinaron en régimen de aislamiento. Solo por un indulto de la presidenta Corazón Aquino después de la caída de Ferdinand Marcos a principios de marzo de 1986, fue liberado de la cárcel..
Vivió en el exilio en los Países Bajos desde 1987 y fue incluido por la UE en la lista de partidarios del terrorismo de 2002 a 2009. Perdió varios procedimientos de asilo en los Países Bajos, pero no puede ser deportado debido a la inminente persecución política en su país de origen en virtud de la Convención de Ginebra sobre Refugiados. Tras una sentencia del Tribunal de Justicia de las Comunidades Europeas (TJCE) en julio de 2007, ya no estaba en la lista y fue cancelado por poco tiempo. Con referencia a los detalles de los diversos procedimientos de asilo en los Países Bajos, fue reincorporado poco antes de que se publicara la sentencia. En 2009, el Tribunal de Justicia nuevamente falló a favor de una eliminación.
Las apelaciones contra la sentencia aún están permitidas en el ECJ. (A partir de octubre de 2009) 
En 2004 fue presidente de la Liga Internacional de Luchas Populares (ILPS). En 1986 ganó el SAE por la colección de poesía Prison & Beyond. Falleció en los Países Bajos el 16 de diciembre de 2022.